# Bałsza
Bałsza (bułg. Банкя) – wieś w Bułgarii; 670 mieszkańców (2010).